# Jeredovce
Jeredovce so najsevernejše Pivško presihajoče jezero in edino v Občini Postojna. Ležijo vzhodno od Žej, kjer je včasih potekala pot na Bile. Je tudi najmanj poznano izmed vseh Pivških presihajočih jezer. V okolici je zelo rodovitna zemlja, zato je bilo tu včasih popularno kmetovanje, vendar se je v zadnjih tridestih letih, odkar je jezero v vojaškem območju Poček, se je okolica zarasla z drevesi. Okolica je tudi prerita z odtisi tankovskih gosenic. Leži v istoimenski potegnjeni, z blagimi pobočji obrobljeni globeli, ki jih lahko hitro preplavi in se s tem kar nekajkrat poveča. Dno globeli je na 537 m nadmorske višine, kar je precej visoko glede na gladino reke Pivke v bližini, zato se bolj poredko napolni. Jezero je precej težko opaziti iz zraka, saj se skriva pod krošnjami dreves. V jezeru se radi zadržujejo hribski urhi, okrog njega pa metulji ogrožene vrste reblov mravljiščar (Maculinea rebeli). V jezeru so našli tudi primerke endemične vrste kraški škrgonožec (Chirocephalus croaticus), ki stalno živi le v Petelinjskem jezeru. Največjo grožnjo ohranjenosti območja ezera predstavlja lega v vadišču Poček. Leži tudi v enem izmed najbolj geološko raznolikih območij Pivške kotline. Jezero je del Izove pohodne poti.
Jeredovce so ekološko pomembno območje, zavarovane pod Natura 2000, in so potencialno posebno varstveno območje, vendar ne spadajo v krajinski park Pivška presihajoča jezera. Spadale naj bi pod regijski park Snežnik, katerega ustanavljanje se je zaustavilo leta 2002. Razglašena so tudi za Natura 2000 območje za ptice.

## Vodostaj
Najvišja izmerjena gladina vode je 542 m. Žejci pravijo, da vedo, kdaj je voda v Jeredovcah, saj takrat postanejo aktivni Žejski izviri, še posebej izvir Šulk. V poplavah novembra 2000 se je voda pojavila tudi v šestih vrtačah proti severovzhodu. V najsevernejših dveh je vodna gladina dosegla 546 m n. v. Povprečnega vodostaja se ne meri.

## Zemljišča
Zemljišča v okolici Jeredovc so poraščena z gozdom, medtem ko na dnu jezera rastejo vzhodna submediteranska suha travišča (Scorzoneretalia villosae). Leži na zemljiščih št. 872, 874/3, 874/4, 875/2, 901/62, 901/121, 901/122, 901/123, 901/124, 901/125, 915/1, 915/2, 916, 918, 919, 920, 921 in 922, ki se nahajajo v katastrski občini 2491 (Matenja vas).

## Prepoznavnost
Leta 2007 je Tanja Vasilevska izvedla anketo o prepoznavnosti jezer. Anketirala je 87 prebivalcev naselij v Pivški kotlini, ki so bili različnih starosti in z različno stopnjo izobrazbe. Podatki so prikazani v spodnji preglednici.
| Kraj       | % anketirancev, ki pozna jezero |
| ---------- | ------------------------------- |
| Postojna   | 40                              |
| Prestranek | 33,3                            |
| Žeje       | 100                             |
| Petelinje  | 8                               |
| Pivka      | 0                               |
| Klenik     | 0                               |
| Palčje     | 7,7                             |
| Knežak     | 0                               |
| Zagorje    | 45,5                            |
| Bač        | 25                              |
| Šembije    | 0                               |

Jeredovce so tako eno izmed najslabše prepoznanih jezer.